# U-338
Unterseeboot 338 foi um submarino alemão do Tipo VIIC, pertencente a Kriegsmarine que atuou durante a Segunda Guerra Mundial.

## Comandantes
| Comandante            | Data                                         |
| --------------------- | -------------------------------------------- |
| Kptlt. Manfred Kinzel | 25 de junho de 1942 - 20 de setembro de 1943 |

## Subordinação
Durante o seu tempo de serviço, esteve subordinado às seguintes flotilhas:
| Período                                       | Flotilha                                  |
| --------------------------------------------- | ----------------------------------------- |
| 25 de junho de 1942 - 28 de fevereiro de 1943 | 8. Unterseebootsflottille (treinamento)   |
| 1 de março de 1943 - 20 de setembro de 1943   | 7. Unterseebootsflottille (serviço ativo) |

## Operações conjuntas de ataque
O U-338 participou das seguinte operações de ataque combinado durante a sua carreira:
- Rudeltaktik Stürmer (11 de março de 1943 - 19 de março de 1943)
- Rudeltaktik Leuthen (15 de setembro de 1943 - 20 de setembro de 1943)